# Balkrishna
Acharya Balkrishna (nacido como Balkrishna Suvedi; 4 de agosto de 1972) es un multimilllonario hindú, quién es el principal dueño y presidente de la compañía de bienes de consumo Pantajali Ayurved. Según la revista Forbes, Balkrishna posee un patrimonio neto de $6800 millones de dólares, en agosto de 2018.

## Primeros años
Acharya Balkrishna nació el 4 de agosto de 1972, en la ciudad de Haridwar, India. Sus padres son Sumitra Devi y Jay Vallabh.

## Carrera empresarial
En 1995, Balkrishna y Ramdev fundaron Farmacias Divya, y en 2006,  fundaron Patanjali Ayurved, una empresa dedicada a la elaboración y comercialización de bienes de consumo rápido, herbicidas y ayurvédicos. Los seguidores de Ramdev, los no-residentes Sunita y Sarwan Poddar, colaboraron en iniciar el negocio de un préstamo. Según Balkrishna, él había tomado un préstamo de entre ₹50 y 60 crore en un momento en que nunca había tenido una cuenta personal en su nombre. En 2012, la compañía registró un volumen de ingresos de ₹450 crore ($63 millones de dólares), la cual entre 2015 y 2016 aumentó a ₹5 000 crore ($700 millones de dólares).
Si bien Ramdev no tiene participación dentro de Patanjali Ayurved, es la imagen de la compañía, y respalda sus productos a sus seguidores en sus campamentos de yoga y en programas de televisión. Balkrishna posee el 98.6% de la compañía, y se desempeña director ejecutivo de esta. También es un asesor cercano de Ramdev.[cita requerida]

## Controversias
Balkrishna ha estado involucrado en varias controversias, incluyendo aquellas en las que se cuestionan su ciudadanía hindú y sus calificaciones académicas.
La Oficina Central de Investigaciones (CBI) registró un caso Balkrishna en 2011, y lo arrestaron bajo los cargos de estafa y falsificación. La agencia afirmó que su pasaporte fue emitido bajo falsos títulos de graduación y de secundaria, y por la posesión ilegal de una pistola. Posteriormente, el Directorio de Aplicaciones presentó un caso en su contra bajo los cargos de lavado de dinero, pero tras 2 años de investigación, no se encontraron evidencias de irregularidades, y a Balkrishna recibió una ficha limpia en 2014. Y posteriormente fue acusado junto con Naresh Chandra Dwivedi, el director de la escuela de sánscrito, en donde supuestamente emitió el falso título. Finalmente, los casos fueron cerrados en 2014.

## Vida personal
Balkrishna reside actualmente en Haridwar, India, y es soltero.